# Ekmanochloa aristata
Ekmanochloa aristata är en gräsart som beskrevs av Erik Leonard Ekman. Ekmanochloa aristata ingår i släktet Ekmanochloa och familjen gräs. Inga underarter finns listade i Catalogue of Life.